# Serpentine (Musiker)
Serpentine (* 12. Mai 1978 in Olten als Jan Andri Zimmerli) ist ein Schweizer Sänger und Komponist. Der Künstlername stammt aus der Symbolik der schlangenförmigen Straße als Lebensweg.
Jan Andri Zimmerli wuchs in Oftringen auf. Nach einem Aufenthalt in einer Entzugsklinik reiste er 1999 nach Kuba und begann, Musik zu schreiben. 2005 erhielt er bei der schwedischen Plattenfirma B & B Records einen Vertrag. Im selben Jahr veröffentlichte er sein Debütalbum The Tragedy Of Being Honest, das vor allem in Skandinavien bekannt wurde. Im Jahr 2007 erschien das Album «Beauty Queen» mit den Gästen Sophie Hunger, Heidi Happy und Fiona Daniel.
Serpentine trat unter anderem beim Blue Balls Festival in Luzern, im Gardening Club London und im Rochester Castle Melbourne auf.
Seit 2014 betätigt sich Zimmerli als Unternehmer und leitet das Unternehmen Zimmerli Adaptogene, das sich mit dem Import & Vertrieb von extrahierten Pflanzenformen befasst.

## Diskografie
Alben
- 2005: The Tragedy Of Being Honest (B & B Records)[3]
- 2007: Beauty Queen (B & B Records / kuenschtli.ch)[4]
- 2010: City Soul Traveller (Trust Your Ears Records)[5]

Beiträge
- 2010: Moon auf dem Album Drowning von Fiona Daniel (kuenschtli.ch)